# Trujillanos Fútbol Club
Il  Trujillanos Fútbol Club  è una società calcistica di Valera (Trujillo), Venezuela. Milita nella Segunda División Venezolana, la seconda divisione del campionato nazionale.

## Palmarès

### Competizioni nazionali
- Coppa del Venezuela: 2

1992, 2010
- Segunda División: 1

1988-1989

### Altri piazzamenti
- Campionato venezuelano:

Secondo posto: 2014-2015
- Segunda División:

Secondo posto: 1998-1999
Terzo posto: 2008-2009

## Competizioni CONMEBOL
- Coppa Sudamericana

2010: Primo turno
2011: Secondo turno

### Trofei Amichevoli
- Copa Dr. Hugo Cabezas: 2009[1]
- Copa 208 Aniversario de Motatán: 2009[2][3]

## Rosa 2009
Aggiornato al campionato apertura 2009
| N. |                      | Ruolo | Calciatore      |
| -- | -------------------- | ----- | --------------- |
|    | Venezuela (bandiera) | P     | Gustavo Cortina |
|    | Venezuela (bandiera) | P     | Luis Rojas      |
|    | Venezuela (bandiera) | D     | Tony Matheus    |
|    | Venezuela (bandiera) | D     | Edixon Cuevas   |
|    | Venezuela (bandiera) | D     | Rolando Álvarez |
|    | Venezuela (bandiera) | D     | Manuel Granados |
|    | Venezuela (bandiera) | D     | Jorge Trejo     |
|    | Venezuela (bandiera) | D     | Freddy Reyes    |
|    | Venezuela (bandiera) | C     | Jesús Valiente  |

| N. |                      | Ruolo | Calciatore       |
| -- | -------------------- | ----- | ---------------- |
|    | Venezuela (bandiera) | C     | Wiston Ángel     |
|    | Venezuela (bandiera) | C     | ArquíCes Figuera |
|    | Colombia (bandiera)  | C     | Jonathan Copete  |
|    | Colombia (bandiera)  | C     | Juan Vélez       |
|    | Argentina (bandiera) | C     | Roberto Armúa    |
|    | Venezuela (bandiera) | A     | Aníbal Martínez  |
|    | Venezuela (bandiera) | A     | Reinaldo Lupi    |
|    | Venezuela (bandiera) | A     | Ridenson Morillo |